# 小哈爾特山
47°34′4″N 12°17′49″E / 47.56778°N 12.29694°E

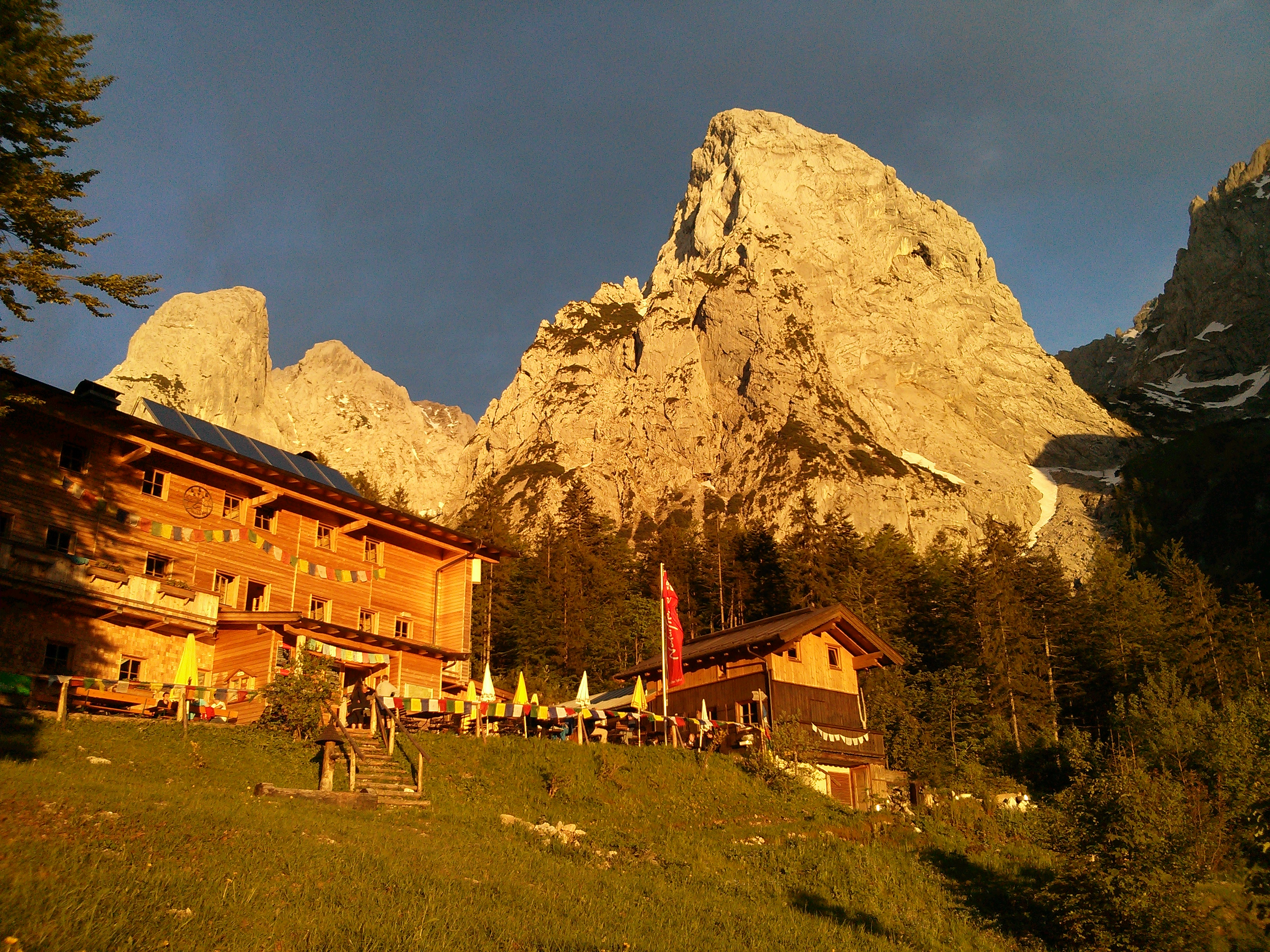

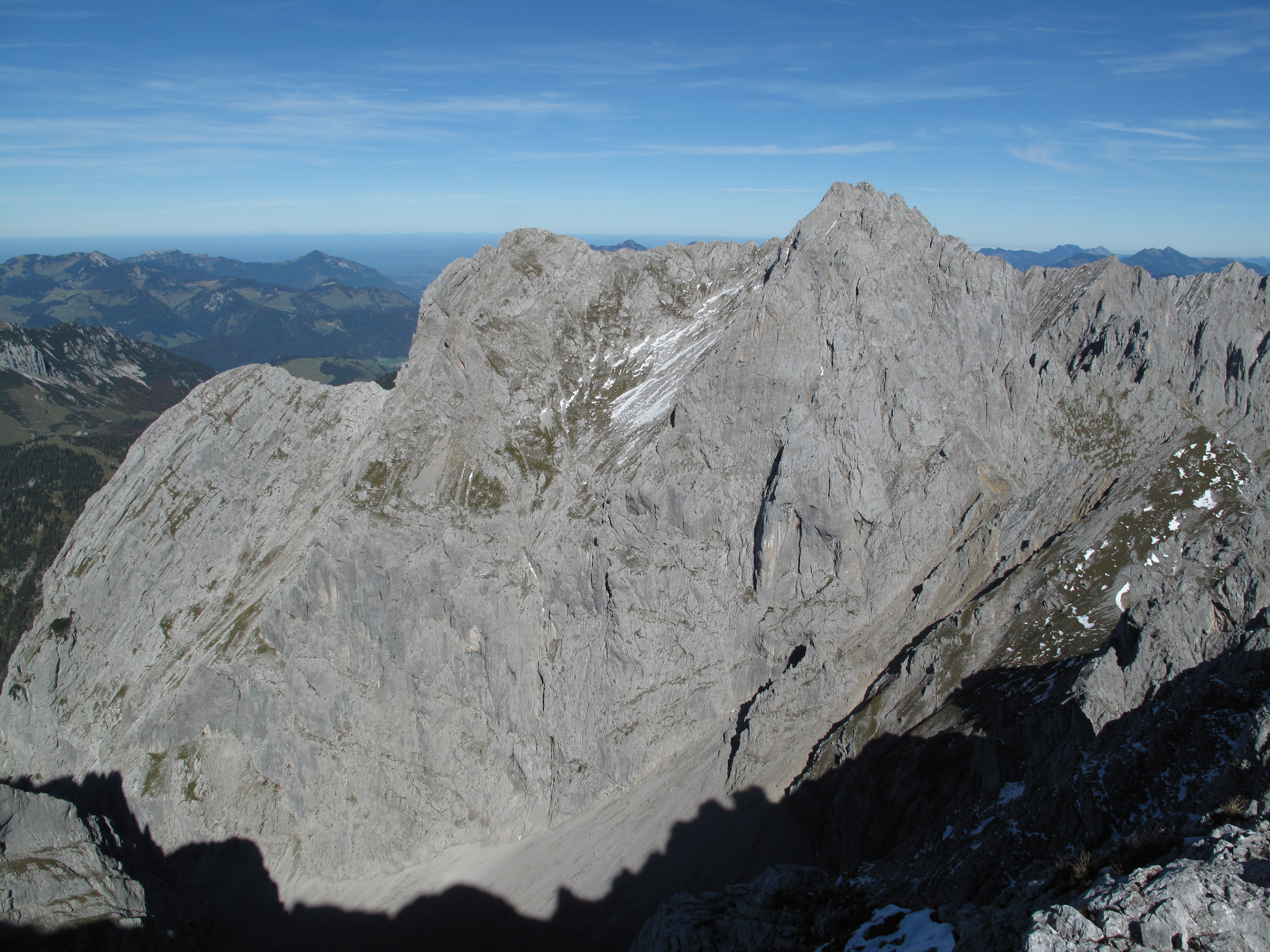

小哈爾特山（德語：Kleine Halt），是奧地利的山峰，位於該國西部，由蒂羅爾州負責管轄，屬於皇帝山脈的一部分，距離加姆斯哈爾特山0.2公里，海拔高度2,116米。